# Harriet Monroe
Harriet Monroe (23 de diciembre de 1860 - 26 de septiembre de 1936) fue una poeta, crítica de arte, mecenas y editora estadounidense cuya aportación profesional se ha revelado fundamental para el desarrollo de la literatura del siglo XX. Destaca por la creación de la revista Poetry: A Magazine of Verse en la cual se dio voz a poetas tales como H.D., Ezra Pound, T.S. Eliot, William Carlos Williams o Carl Sandburg, entre otros. Gracias a ella, tomaron forma las nuevas corrientes literarias emergentes como los imaginistas y contribuyó de manera determinante la efervescencia cultural del país.

## Biografía
Desde muy pequeña, Harriet Monroe disfrutó de la compañía de los libros y de su lectura, gracias a la gran biblioteca que tenía su padre, Henry Monroe, un abogado con intereses intelectuales; mientras que, su esposa, la madre de Harriet, Marta Mitchell Monroe no gozó de las mismas oportunidades educativas. Así pues, de niña tuvo la oportunidad de familiarizarse con clásicos como Shakespeare, Byron, Shelley o Dickens. Dado su interés por la literatura, en 1876 fue enviada a Washington D. C. para continuar sus estudios y graduarse unos años más tarde.
A pesar de haber vivido toda su vida en Chicago, Harriet viajó mucho a través de los Estados Unidos ejerciendo como escritora y crítica de arte para diversos periódicos, codeándose a su vez con los círculos intelectuales más influyentes de la época, forjándose una profesión, nada común para las mujeres de su siglo, con autonomía y determinación.
Su primera obra publicada es el poema With Shelley's poems[1888], en la revista Century Magazine, lo cual le valió para darse a conocer como poeta. De esta forma, le fueron propuestos diversos encargos relacionados con la escritura, hecho que le permitió conseguir algo de dinero para continuar con sus viajes por Europa y Asia.
En 1910, la poeta viajó hasta China para visitar a su hermana, esposa del embajador estadounidense en China, y fue así como comenzó a estudiar el arte chino. Fue a la vuelta de aquel viaje cuando tomó la determinación de fundar la revista Poetry. Para ello, con la ayuda del también editor Hobart Chatfield-Taylor, comenzó a reunir mecenas, un total de 100, de los diversos círculos sociales que frecuentaba en Chicago hasta que, finalmente, logró su objetivo: 5.000 dólares.
En 1936, mientras realizaba uno de sus múltiples viajes alrededor del mundo, sufrió una hemorragia cerebral en Perú que acabó con su vida. Fue enterrada en ese mismo lugar.

## Labor editorial
Harriet Monroe creó la revista Poetry: A Magazine of Verse en el año 1912 en Chicago. La política editorial estaba orientada a publicar grandes poemas, independientemente de su autoría, de la corriente literaria a la que estuvieran adscritos o del lugar de residencia de los autores. Su lema, extraído de un verso de Walt Whitman, clamaba: «Para tener un gran público antes debemos tener gran poesía».
Ya desde su primer volumen contó con textos de Ezra Pound, quien dedicaría estas palabras sobre su labor editorial a Harriet:
| Querida señora: estoy muy interesado en su proyecto y, hasta donde lo entiendo, me parece no solamente bueno, sino el único posible. En Estados Unidos no existe otra revista que no sea un insulto al artista serio y a la dignidad de su arte. —Ezra Pound |

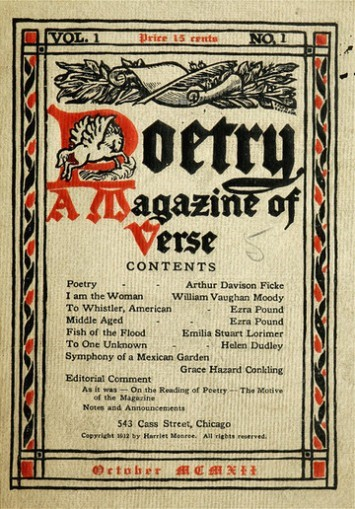
Portada de la revista Poetry: A magazine of verse

Lo cierto es que la revista sirvió como altavoz para dar a conocer la poesía modernista de habla inglesa que irrumpía con fuerza ante el verso tradicional victoriano, publicando a voces como T. S. Eliot, E. E. Cummings, Williams Carlos William, entre otros. La revista tuvo un estrecho vínculo con la corriente literaria llamada imagismo, ya que publicó los primeros poemas de H.D. que dieron nombre a la corriente.
Además de dirigir la revista, Harriet, junto a la también poeta Alice Corbin Henderson, quien ocupó el lugar de ayudante de edición y publicó algunos de sus poemas en la revista, se ocupó en gran medida de la crítica literaria que aparecía entre sus páginas. Para muchos autores, como es el caso de Donald Davidson o E.L. Masters, la contribución de Harriet Monroe al descubrimiento de nuevas voces poéticas a través de la revista Poetry resultó alentadora para la poesía norteamericana y sirvió de impulso para jóvenes poetas que no habían tenido oportunidad de darse a conocer entre el público, gracias a su política de puertas abiertas.
La revista sigue publicándose en la actualidad a cargo de la fundación Poetry Fundation, teniendo gran notoriedad, tanto entre las publicaciones de habla inglesa como en el ámbito literario internacional, contando con hasta 100.000 suscriptores.

## Obra
Tanto su obra poética como su correspondencia epistolar se encuentra custodiada en la Universidad de Chicago, a la cual cedió, en 1931, una gran cantidad de documentación sobre su vida y obra. Se describe a continuación un listado con sus libros publicados, prosa y poesía:
- Valeria y otros poemas (Valerie and Other Poems, 1891)
- Oda conmemorativa (Commemoration Ode, 1892)
- John Wellborn Root: Estudio sobre su vida y obra (John Wellborn Root: A study of His Life and Work, 1896)
- The passing show: cinco actos modernos en verso (The passing show: Five Modern Plays in Verse, 1903)
- El baile de las estaciones (The Dance of Seasons, 1911)
- Tú y yo (You and I, 1914)
- La diferencia y otros poemas (The difference and Other Poems, 1924)
- Poetas y su arte (Poets and Their Art, 1932)
- Poemas escogidos: una selección de mis libros en verso (Chosen Poems: A Selection from My Books of Verse, 1935)
- Una vida de poeta: setenta años en un mundo en transformación (A Poet's Life: Seventy Years in a Changing World, 1938)
- La nueva poesía: una antología (The New Poetry: An Anthology, 1932) en la que consta como editora.